# Pierre Brice
Pierre Brice (Brest, 6. veljače 1929. - Pariz, 6. lipnja 2015.) bio je francuski glumac i pjevač. 
Započinje karijeru 1950-ih. Najpoznatiji je po ulozi Winnetoua, poglavice Apača, u njemačkim filmovima snimljenim po knjigama Karla Maya.
Brice je rođen u Brestu, u Francuskoj. Bio je oženjen s Hellom Krekel od 1981. pa do svoje smrti. 
Brice umire od pneumonije 6. lipnja 2015. u Parizu u 86. godini.

## Vanjske poveznice
- Pierre Brice u internetskoj bazi filmova IMDb-u (engl.)